# Chioggia

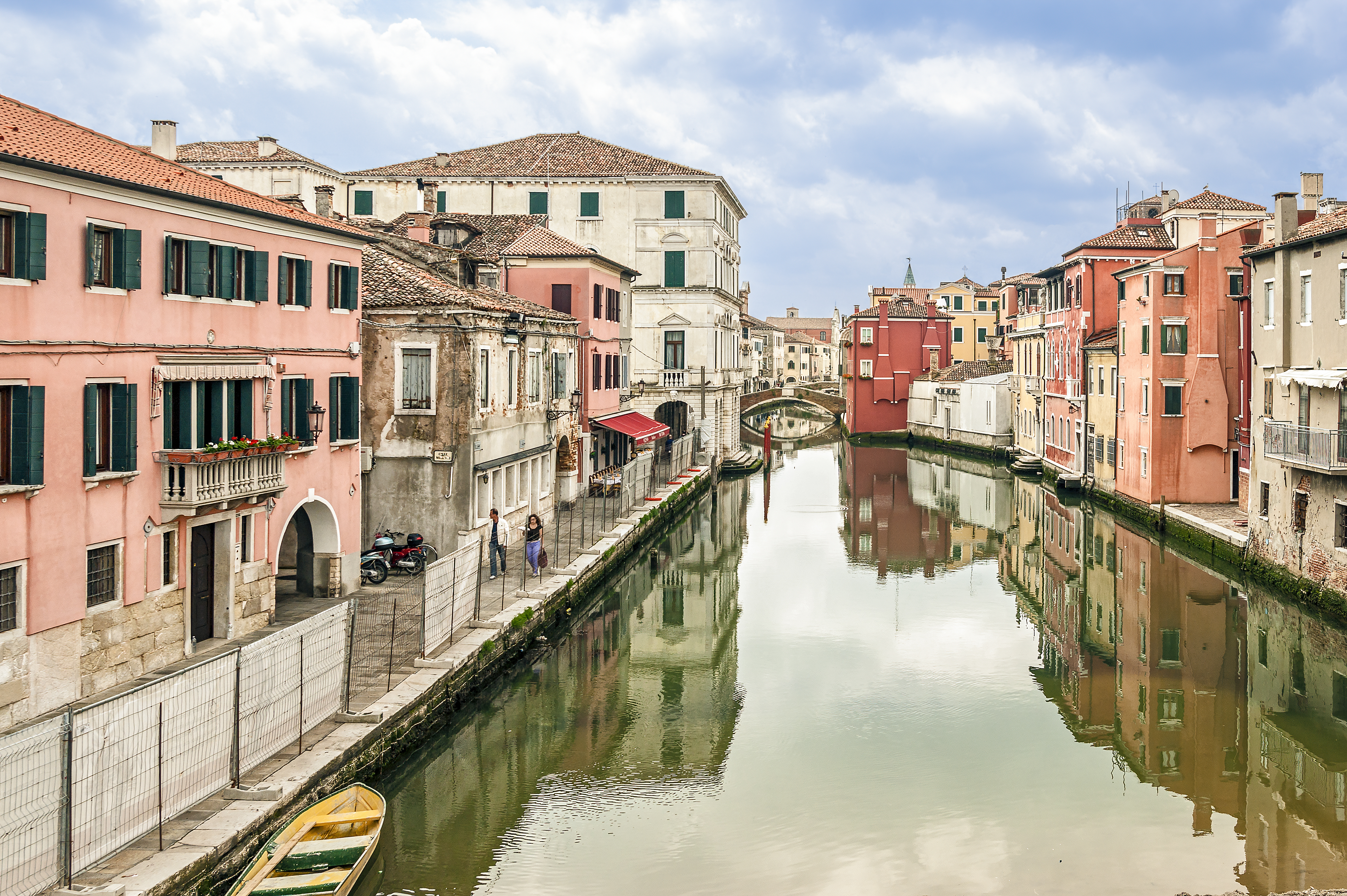
A Canal Vena

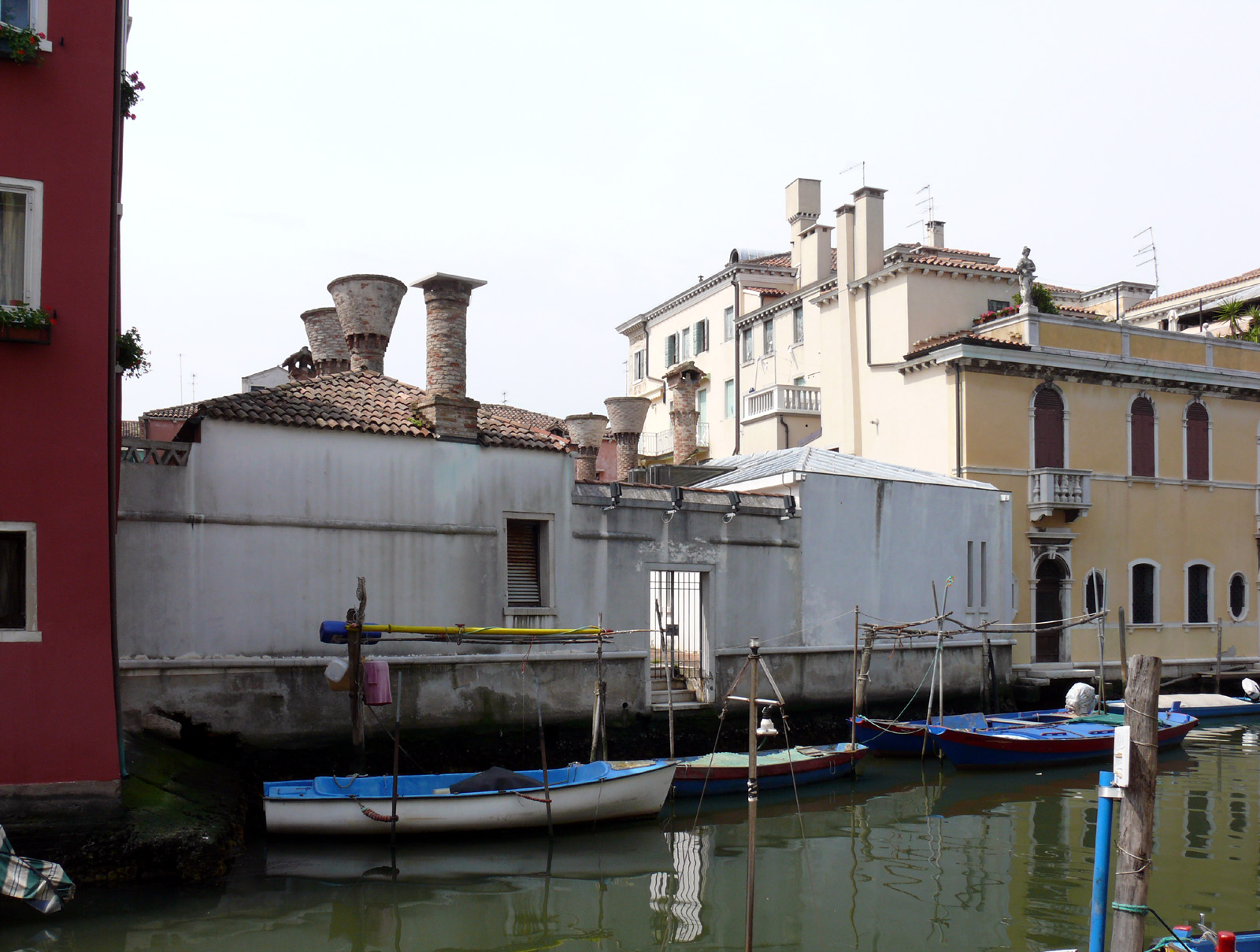
A Canal Vena festői látképe

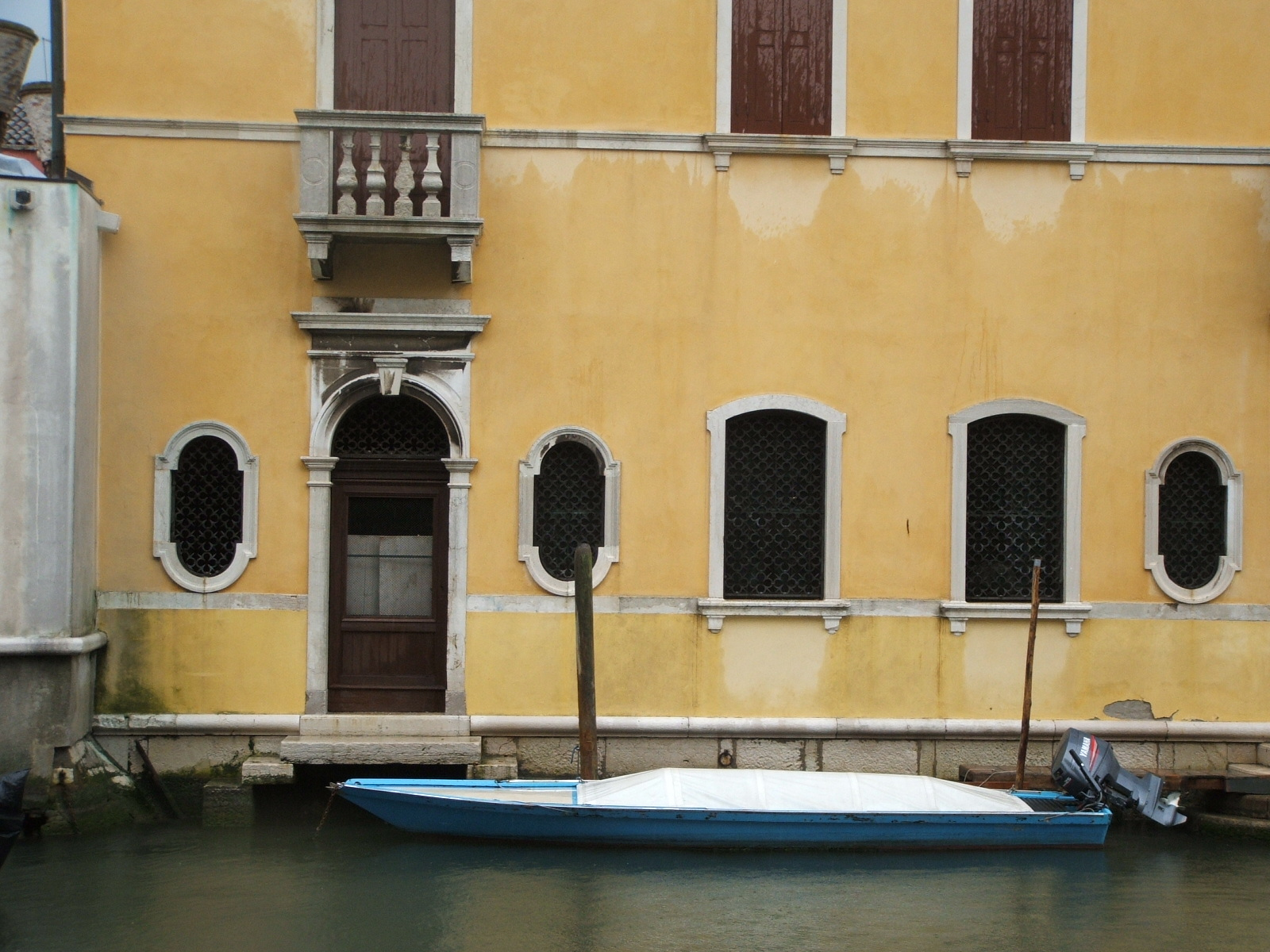
Velencei stílusú, élénk színű, festői paloták a Canal Vena mentén

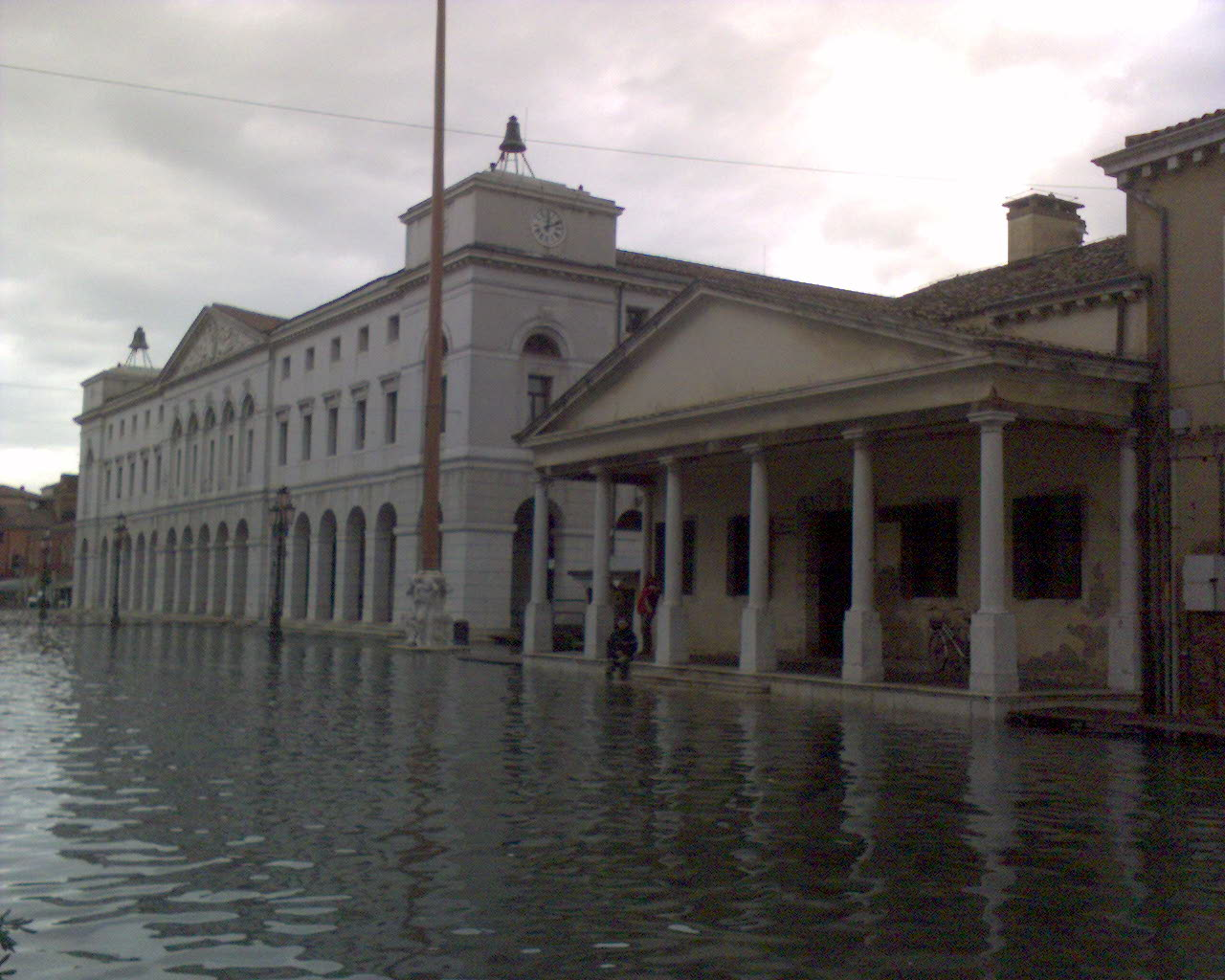
A Városháza és a Loggia dei Bandi acqua alta, azaz magas vízállás idején

Chioggia (velenceiül Ciôza) város Olaszországban, Veneto régióban, Velence megyében. Lakosainak száma 47 559 fő (2023. január 1.). Chioggia Campagna Lupia, Cavarzere, Cona, Correzzola, Loreo, Rosolina, Velence és Codevigo községekkel határos.
A kis Velence néven is ismert város lakosság tekintetében a régió hetedik önkormányzata és első az olyan települések között, amelyek nem tartományi fővárosok. Carlo Goldoni műve a Chioggiai csetepaté című komédiát a városban töltött ideje során látottak ihlették meg.

## Földrajza
A város történelmi központja a Velencei-lagúna déli végén, hidakkal összekötött, csatornákkal szabdalt kis szigeteken fekszik. Velencével ellentétben a terület nagy része autóval és közösségi közlekedéssel megközelíthető. Távolsága a nagyobb régióbeli városoktól: 52 km Velence, 51 km Rovigo, 42 km Padova, 130 km Verona, 85 km Vicenza, 70 km Treviso és 140 km Belluno. A közeli Sottomarina, amely a lagúnát a tengertől elválasztó földterületen helyezkedik el, Borgo San Giovanni és Brondolo városaival, Unione-szigetének és névadó hídjának köszönhetően egyetlen városi központot alkot Lusenzo-lagúnával.
Az önkormányzat többi része a szárazföldön található, és magában foglalja a Brenta és az Adige torkolatát, számos más kisebb folyót és csatornát délre, a belvízi lagúnát pedig a Chioggiától északnyugatra fekvő Millecampi-völgyig. Jelentős jelenléte van a Bosco Nordio természetvédelmi területnek a Sant'Anna és a Cavanella d'Adige két települése között, ami ritka példa arra, hogy milyen volt az Adriai-tenger északi partja, amely az ősi időkben a legtöbb területét jellemezte a Velencei-öblnek.
Földrengés kockázata tekintetében Chioggia a 4. zónába tartozik, vagyis nagyon alacsony rizikójú.

## Története

### A kezdetek
Chioggia alapítását a legenda Aineiasz, mitikus trójai hőshöz kapcsolja, aki Trója pusztulása után a Földközi-tenger vidékére hajózott, majd Latiumban telepedett le. Vele ment Antenore, Aquilius és Clodius, akik útközben elváltak földijüktől, és a Velencei-lagúna felé vették az irányt. Padova, Aquileia és Clodia megalapítását nekik tulajdonítják. Erre a mitikus eredetre utal a város jelképe az ezüst alapon ágaskodó vörös oroszlán, amely Clodius szülővárosát szimbolizálja.
Régészeti ásatások és újabb tanulmányok viszont azt feltételezik, hogy a várost i. e. 20. század körül a pelaszgok, Thesszália hajós népe hozta létre, az adriai part több más városához hasonlóan.
Chioggia neve a Cluza szóból származhat, azaz „costruita artificialmente” (mesterségesen épített), ami annak a magyarázata, hogy emberi beavatkozás nélkül a dagály elmosta volna települést.
Más elnevezések a városban kétségtelenül a korai hellenizmus idejére utalnak, mint pl. a Lusenzo-csatorna és lagúna Chioggia és Ottomarina között, Bebe, a régi torony, amely Velence és Padova határát jelölte, Perotolo és Evrone.
Chioggia első nyomai, a Brenta torkolatánál, annak idején a lagúna másik kapujaként, Brondolo néven lelhetők fel, a Vicus szigetecskén a Fossa Clodia csatorna, amely ma a Lusenzo-lagúnának, és Evrone, amely Chioggia kikötőjének felel meg.

### Ókori történelme
Bizonyos, hogy a város a római korban már fennállt.
Ezt igazolja a városra jellemző geometrikus szerkezet, a cardo decumanus (ma a Corso del Popolo). Chioggia a többi venetói várossal együtt a X. római (Veneto-Isztria) tartomány része lett az. Az első történelmi forrás Idősebb Plinius Naturalis Historia című műve, amely lagúna városait a „folyók földjeként” említi.
Chioggia mindenekelőtt sólepárolóiról volt híres, a Sal Clugiae előállításáról, amely Cassiodorus és Plinius szerint a legértékesebb volt. Ma már nem működnek itt ilyen üzemek, de akkoriban az itteni só fontos csereáru volt a nehezen megszerezhető javakért. Állami jövedelem, amely a Velencei Konföderáció anyagi bázisát jelentette a Padova, Ferrara, Romagna és Bologna elleni számos összeütközésben, egyetlen cserealapként a kevésbé híres sófélékkel szemben.
A Római Birodalom lassú hanyatlása alatt kezdtek ideérkezni barbár népek, amelyek kirabolták és elpusztították a gazdag római vidékeket. Elsőként a nyugati gótok, akiket 401-ben I. Alarik nyugati gót király vezetett egészen Piemontig, közben számos vereséget szenvedtek. Őket 404-ben az alánok, majd a vandálok követték. Mindössze hét év múlva visszatértek a nyugati gótok és Velencétől Rómáig mindent kiraboltak és fölégettek.
Mindeme inváziók közül legemlékezetesebb a hunok 452-es, Attila vezette támadása, amely elpusztította Aquileia, Padova, Verona városokat és a régió nagy részét.

### Középkori történelme
568-ban a longobárdok megjelentek Itália földjén, a Júliai-Alpokból leereszkedve Alboino királyuk alatt megszállták Velencét. Egy évszázaddal korábban véget ért a Nyugatrómai Birodalom hatalma herulok, a keleti gótok, és a Bizánci Birodalom felett, és a longobárdok kezére került. Ami Chioggiát és a többi lagúnavárost illeti, egészen Gradóig barbárok földje lett, ám a longobárdoknak sohasem sikerült elfoglalniuk e területeket, mivel ezek Konstantinápoly alá tartoztak.
Így az adriai tengerpart tribunusok által irányított legnagyobb városaiból megalakult az első velencei állam. A leginkább érintett szigetek: Grado, Bibione, Caorle, Eraclea, Equilio, Torcello, Murano, Rialto, Malamocco, Poveglia, Chioggia Maggiore és Chioggia Minore. Chioggia Maggiore a mai Chioggia lagúna belsejében lévő részének felel meg, miközben Chioggia Minore Sottomarina régi, tengerre néző részének. Minden város önálló, független irányítású volt, kivéve az olyan ügyeket, amikor közös érdekből, közös megegyezéssel cselekedtek.
Hogy szembe tudjanak szállni a longobárdok invázióival, akik rendszeresen megjelentek velencei területen, 697-ben Erackeában mindezen városok tribunusai, nemesei és püspökei egyesültek. Ebben a tanácsban megalakult egy új bíróság, amelyben a Serenissima bukásáig a legfőbb végrehajtó hatalom birtokosa a dózse volt. Az első dózsénak, Paoluccio Anafestónak köszönhetően, a Köztársaság határait egzakt módon meghatározták, a lagúnák területének függetlenségét kinyilatkoztatva. Chioggia így megszilárdította uralmát saját kikötőjétől az Adige partjáig, és Bebe tengerétől Conchéig, hogy szabadon művelhesse földjét, halászhasson, gyárthasson és sólepárlókat telepíthessen.
A Lombard Királyság végével, a frankok birodalma kezdődött Nagy Károly vezetésével, Itáliai Királyságot 781-ben fiának, Pipinnek adta. Az új király alatt a Köztársaság függetlensége nem volt biztosítva, 809-ben hadat is üzent a velencei konföderációnak és megtámadta az összes tengerre néző szigetet, a két Chiggiát is beleértve, amelyek tekintve, hogy egyikük a tenger, másikuk a szárazföld felé volt nyitott, nem bírtak sokáig ellenállni. Szerencsére az alsó lagúnacsatornáknak sikerült megállítaniuk Pipint, aki így nem tudta elfoglalni a dózse székhelyét, amely akkor a Rialtón (Rivus Altus a. m. Magas part) volt. A konfliktus végére a Velencei Köztársaság felszabadult, még ha sok városát súlyosan érintette is, mint pl. Malamoccót, amely évszázadokon át sem tudta kiheverni veszteségeit. Rialto számára viszont ez volt a felemelkedés kezdete, amikor is a kis sziget elkezdett növekedni,  míg végül az összes venét város képviselőjévé léphetett elő, nevét Velencére változtatva. A pogány magyarok itt járása után száz évvel Chioggia újabb súlyos pusztítást szenvedett, amikor a Pipinnel vívott háború folytán a város délről védtelen maradt. A chiggiaiak a magyar sereggel találták szemben magukat, miközben a venét védelem Albiola (ma San Pietro in Volta) alatt gyülekezett.
Chioggia a Köztársaság régi fővárosa püspökségéhez tartozott, ám Malamocco a pusztító szelek és a tenger sorozatos támadásai folytán elsüllyedt. Így Chioggia maradt a püspökség legfontosabb városa. 1110-ben elhatározták, hogy itt lesz annak székhelye, s idehozták a város mai védőszentjeinek, Félixnek és Fortunatónak az ereklyéit is.
Az ezt követő évek során Chioggia felvirágzott, néhány kisebb háború ellenére a vetélytárs Padova és Treviso ellen a Barbarossa Frigyes által 1177-ben aláírt Clodiano békéig, amikor Velence vezetésével az itáliai közösségek a Német-római Császársághoz kerültek.

### Történelmi események
Fontos oldal a város történetében az ún. chioggiai háború, az utolsó összetűzés a Genovai Köztársaság és a Velencei Köztársaság között.
1379-ben a város Genova kezére került, ám 1380-ban a velenceiek visszafoglalták.
1438-ban itt alapították a világ első hajógyárát Camuffo néven, amely 1840-ben Portogruaro városába költözött.
A várost velencei mintára a Nagytanács és a Kistanács kormányozta, amelyek a chioggai nemesség tagjaiból alakultak.
Chioggia a Velencei Köztársasághoz tartozott 1797-ig, amikor is Bonaparte Napóleon tábornok csapatai elfoglalták.
1812-ben Domenico Poli megalapította hajógyárát Chioggiában.
A Campo Formió-i béke (1798) következtében a város Ausztria kezére került, a franciák újabb rövid uralma után, 1866-ban Chioggia az egységes új olasz állam kebelébe jutott egész Venetóval együtt.
A második világháború alatt ki volt téve a szövetségesek szőnyegbombázásainak, csupán polgárainak felkelése mentette meg, amikor elkergették a fasisztákat, s 1945. április 27-én a szövetséges haderő felszabadította a várost.

## Népessége
A település népessége az elmúlt években az alábbi módon változott:
| Lakosok száma | 49 689 | 49 430 | 47 559 |
|               | 2016   | 2018   | 2023   |

## Nevezetes szülöttei
- Aldo Ballarin focista
- Aristide Cavallari bíboros
- Giovanni Croce
- Giuseppe Olivi botanikus
- Sara Penzo focista
- Flavio Poli
- Paolo Quagliati zenész
- Giuseppe Veronese matematikus
- Gioseffo Zarlino
- Carlo Goldoni néhány évig a helyi Palazzo Poliban lakott, ekkor írta a Chioggiai csetepaté című híres komédiáját, amelyet a velencei Teatro San Luca színházban játszottak.

## Látnivalók

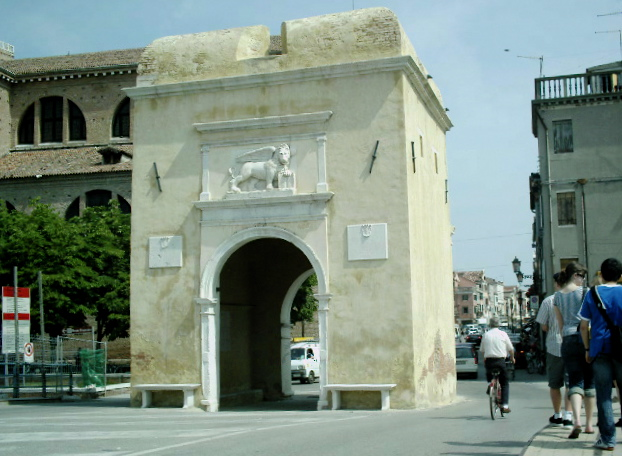
A Santa Maria-kapu (délről)

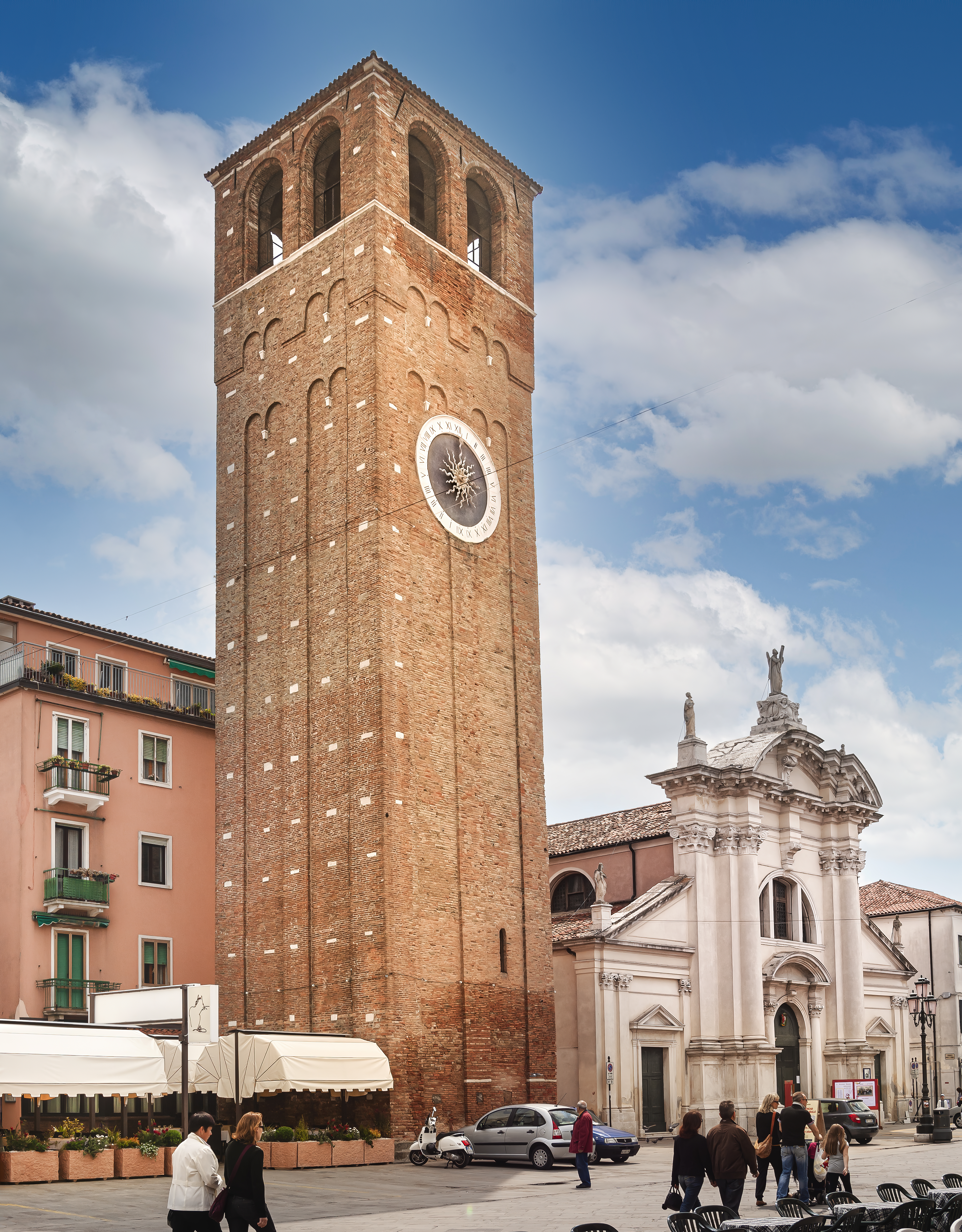
A Szent András-templom a harangtoronnyal a Corso del Popolón

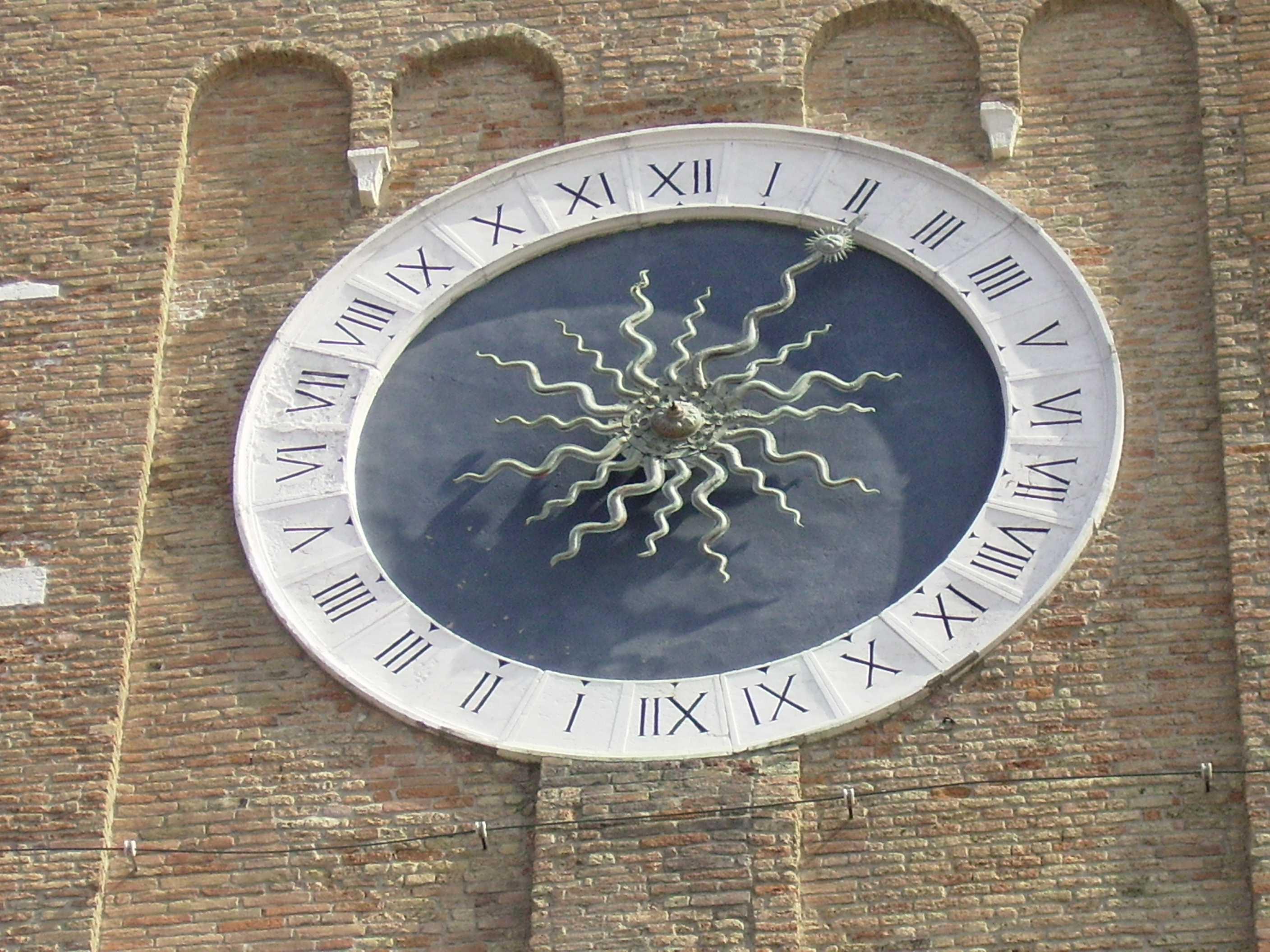
A Szent András-templom óratornya a világon a legelső (a legújabb kutatások szerint még az angliai Salisburyénál is régebbi)

### Laikus épületek
- Porta Garibaldi: erőd, amely a város reneszánsz korabeli bejáratát jelzi, s amely 1300-ban több ostromot is kiállt. Legutóbb 2018-ban renoválták.
- Canal Vena: a város főcsatornája, amelyen – Velencéhez hasonlóan – kilenc híd vezet át.
- Ponte Vigo: a leghíresebb híd, amely a hasonnevű teret köti össze a Pellestrina felé menő hajók állomásával, ahol a Velencével megesett „csetepaté” emlékére egy, az ottani oroszlános oszlop jóval kisebb mását emelték (a velenceiek gúnyosan csak nagy macskának nevezik).

### Egyházi épületek
- Santa Maria Assunta-katedrális
- Szent Jakab apostol-bazilika: híres az ismeretlen festő által alkotott Pietá-képről és a Hét erényt ábrázoló szobrokról. 1906-ban X. Piusz pápa basilica minore rangjára emelte.
- Szent András-templom: a román stílusú, 11. századi óratoronyhoz a 18. században emelték. Keresztrefeszítés című képe Palma Vecchio (1480–1528), míg a keresztelőkápolna Jacopo Sansovino műve. Gaetano Callido kétmanualos orgonáját 2005-ben Alessandro Girotto restaurálta.
- Szentháromság-templom: a komplexum 1528-tól a Szent Kereszt Testvérisége kezdeményezésére kezdett épülni. Oratóriuma mennyezetét 1596-ban és 1602-ben festett Palma il Giovane, Pietro Damini és Andrea Vicentino freskói díszítik. A jelenlegi templom 1703–1707 között, a 16. századbeli helyén, görögkereszt alakban épült fel. A városi képtárnak ad otthont.
- Szent Domonkos-templom – Krisztus-szentély: egy apró szigeten fekszik, Chioggiátó a San Domenico-csatorna választja el. A 13. században a Domonkos-rend alapította, majd a Jézus Társasága vette át. A 18. és a 19. században gyökeresen átalakították. Egyhajós szerkezetű, néhány mellékoltárral és olyan becses képekkel, mint Vittore Carpaccio utolsó műve, a Szent Pál stigmatizációja vagy Tintoretto A feszület, amint Aquinói Szent Tamáshoz szól.

## Gazdaság

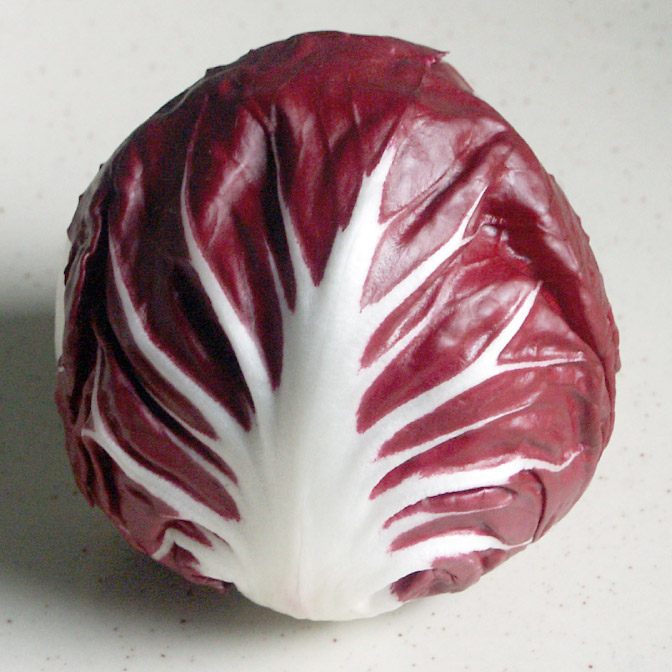
Vörös cikória

Legfontosabb bevételi forrása a halászat, amelynek termékei az Adria egyik legnagyobb halászkikötőjén keresztül kerülnek kereskedelmi forgalomba. Fontos terményük az európai oltalom alatt álló földrajzi jelzésű zöldségféle, a radicchio di Chioggia, korai és kései szedésű, a vörös káposztához hasonló vörös cikória, amelynek kesernyés ízű leveleiből saláta készíthető.

## Idegenforgalom
Két lídóján strandolók tízezrei üdülnek a nyári időszakban. Szállodái is nagy forgalmat bonyolítanak.

## Közlekedés
Az Adrián fontos kikötővel rendelkezik jó vasúti összeköttetéssel a közeli nagyobb városok felé.

## Kultúra
A Padovai Egyetem kihelyezett tengerbiológiai tagozata működik a városban. Ehhez kapcsolódó múzeuma a Földközi-tenger élővilágának hihetetlen változatosságát mutatja be.

## Érdekesség
A lakosság mintegy ötöd része két családi nevet visel: Boscolo és Tiozzo. Ezért ezek a családok megkülönböztetésül még hivatalos eljárásaikban és irataikban is nem ritkán bizarr gúnynevüket használják.

## Fordítás
Ez a szócikk részben vagy egészben  a   Chioggia című olasz Wikipédia-szócikk ezen változatának fordításán alapul.  Az eredeti cikk szerkesztőit annak laptörténete sorolja fel. Ez a jelzés csupán a megfogalmazás eredetét és a szerzői jogokat jelzi, nem szolgál a cikkben szereplő információk forrásmegjelöléseként.